# César Mello
César de Mello Araújo (Carapicuíba, 29 de abril de 1977) é um ator, cantor, apresentador, compositor e ilustrador. Atuou nas novelas da TV Globo Viver a Vida (2009-2010), Lado a Lado (2012), Sangue Bom (2013), Babilônia (2015), e A Lei do Amor (2016), além dos musicais da Broadway O Rei Leão e Wicked.

## Biografia
César de Mello Araújo (Carapicuíba, 29 de abril de 1977) é um ator, cantor, apresentador, compositor e ilustrador. entrou na Faculdade Hebraico Renascença para seguir o curso de Letras, curso que finalizou com sucesso. Iniciou no mesmo período o Curso Livre de Teatro na cidade de Barueri ministrado pela atriz e diretora Nana Pequini.
César também foi contratado pela Secretaria de saúde do Rio de Janeiro como ilustrador para confeccionar postais em comemoração ao projeto no Complexo do Alemão pós pacificação. Os desenhos foram feitos baseados nas experiências das crianças do Coral "Liga dos Cantantes" onde César, além de compor músicas para o coral, também trabalhou 1 ano como voluntário.

## Carreira
Sua primeira montagem teatral foi "O Bem Amado" interpretando o protagonista Odorico Paraguaçu. Imediatamente foi convidado pelo diretor Marcelo Airoldi para a montagem de "Macário" onde interpretando o personagem título ganhou prêmio de Melhor Ator no Mapa Cultural Paulista (2004). No ano seguinte ganharia o prêmio de Melhor Ator no IX Festival de Teatro de Piedade pelo monólogo "Café com Torradas".
Estreou na TV como apresentador do programa "Telecurso 2000" e do programa do Sesi "Cozinha Brasil"
Sua primeira oportunidade em telenovelas foi fornecida pelo autor Manoel Carlos e pelo diretor Jaime Monjardim que confirmaram sua participação na novela "Viver a Vida" (2009/2010) interpretando Ronaldo, proprietário e administrador de uma pousada em Búzios. Sua interpretação chamou a atenção dos produtores de elenco Márcia Andrade e André Reis que o indicaram para a novela "Lado a Lado"(2012) para interpretar Chico, um marinheiro e capoeira. César Mello ganhou o papel e surpreendeu os autores que aumentaram o papel da personagem na trama.
Enquanto isso ganhava espaço também no teatro. Após interpretar Tribo, Trio Black Boys e Hud no elogiado musical "Hair" (2010/2011) de Charles Muller e Claudio Botelho, ganha seu primeiro grande personagem em musicais interpretando o papel de Mufasa no musical da Disney "O Rei Leão"(2013). Em 2018, participa da serie Carcereiroa e do filme Minha vida em marte.. O espetáculo ficou dois anos em cartaz e ultrapassou todos os números do Teatro Renault se tornando, assim como já é no mundo, o musical de maior sucesso já feito também no Brasil.
Ainda em 2013 é confirmado no elenco de "Sangue Bom" (2013) de Maria Adelaide Amaral e Vicent Villari para interpretar Arthur Bicalho, um professor de Direito Ambiental e presidente da ONG - Salve a Cantareira.
Em março de 2015 estreou o musical "Mudança de Hábito" interpretando o vilão Curtis Shank, pelo personagem foi indicado ao prêmio Aplauso Brasil de melhor ator, no mesmo ano fez parte do elenco da novela "Babilonia" (2015) interpretando Tadeu, dono de um bar.
Em 2016, esteve no elenco de Wicked, musical premiado da Broadway, onde interpreta Dr. Dillamond e na novela global "A Lei do Amor", onde interpretou o Padre Paulo.
Em 2018 participa da serie Carcereiros e do filme Minha vida em marte.
Em 2020 participa da série  Bom Dia, Verônica , da Netflix.
Em 2021 César Mello viveu o personagem histórico Luís Gama, na obra Doutor Gama.

## Filmografia

### Televisão
| Ano     | Título                        | Personagem                  | Notas                         |
| ------- | ----------------------------- | --------------------------- | ----------------------------- |
| 2009    | Prato do Dia - Cozinha Brasil | Apresentador                |                               |
| 2009    | Telecurso                     | João                        |                               |
| 2009    | Viver a Vida                  | Ronaldo                     |                               |
| 2012    | Lado a Lado                   | Francisco dos Anjos (Chico) |                               |
| 2013    | Sangue Bom                    | Arthur Bicalho              |                               |
| 2015    | Babilônia                     | Tadeu                       |                               |
| 2016    | Nada Será Como Antes          | Gerson Arruda (Rony Soul)   |                               |
| 2016    | A Lei do Amor                 | Padre Paulo                 |                               |
| 2018    | Amigo de Aluguel              | Victor                      | Episódio: "Três São Multidão" |
| 2018    | Carcereiros                   | Tenente Nogueira            | Episódio: "Um Preso Comum"    |
| 2019    | O Mecanismo                   | Jorge                       | 2 episódios                   |
| 2020    | Boca a Boca                   | Dr. Tadeu                   | 3 episódios                   |
| 2020–24 | Bom Dia, Verônica             | Paulo                       |                               |
| 2022    | Não Foi Minha Culpa           | Cleiton (Ton)               | Episódio: "Joana"             |
| 2023–25 | Sintonia                      | Dr. William                 |                               |
| 2023    | Negociador                    | Siqueira                    |                               |
| 2023    | Elas por Elas                 | Wagner Xavier / Moacyr      |                               |

### Cinema
| Ano  | Título                              | Personagem           |
| ---- | ----------------------------------- | -------------------- |
| 2006 | Acredite, um Espírito Baixou em Mim | Porteiro             |
| 2017 | A Glória e a Graça                  | Otávio               |
| 2018 | Minha Vida em Marte                 | Advogado de Tom      |
| 2021 | Doutor Gama                         | Luiz Gama            |
| 2022 | O Pastor e o Guerrilheiro           | Zaqueu               |
| 2023 | O Sequestro do Voo 375              | Salvador Evangelista |

## Prêmios e Indicações[33]
| Ano  | Recipiente                    | Categoria                            | Resultado |
| ---- | ----------------------------- | ------------------------------------ | --------- |
| 2004 | Mapa Cultural Paulista        | Melhor Ator                          | Venceu    |
| 2005 | IX Festival de Teatro Piedade | Melhor Ator                          | Venceu    |
| 2015 | Prêmio Aplauso Brasil         | Melhor Ator                          | Indicado  |
| 2022 | Festival Sesc Melhores Filmes | Melhor Ator Nacional por Doutor Gama | Indicado  |